# Veteranorientering
Veteranorientering är en tävlingsform som bedrivs officiellt i Sverige som svenska mästerskap (tidigare riksmästerskap) för orienterare som uppnått 35 års ålder. Sedan 1996 har Internationella orienteringsförbundet (IOF) arrangerat världsmästerskap  för veteraner med samma åldersgräns; vart fjärde år i samband med World Masters Games. 
Veteraner deltar vid nationella orienteringstävlingar, liksom vid internationella tävlingar i femårsklasser från D35/ H35, D40/H40, etc ända upp till D90/H90. Ja, 2018 fanns det även en klass H100 speciellt för en av landets du äldsta levande orienterare (Rune Haraldsson, NAIS Orientering). 
I de flesta landsdelar arrangeras också lokala veteranorienteringar på veckodagar, under vår och höst. I de flesta fall är det pensionärer i en orienteringsklubb  som står för banläggning och arrangemang för andra veteraner i närliggande klubbar.
I Sverige arrangeras årliga svenska mästerskap för veteraner för åldersklasser D35/H35 och uppåt.
- 2019 7-9 juni  Alfta-Ösa OK, Gammelhomna, Edsbyn[1]
- 2018 14-16 september, FK Boken, Perstorp[2]
- 2017 22-24 september, Motala AIF OL, Tjällmo-Godegårds OK, Motala & Borensberg[3]
- 2016 23-25 september, Ronneby OK, Ronneby
- 2015 18-20 september, Hallstahammars OK, Surahammars SOK
- 2014 26-28 september, Söderhamns OK, Ljusne Ala OK, Ranboberget, Högbrunnsberget

Denna lägsta åldersgräns gäller även för världsmästerskap för veteraner som arrangerats årligen från 1996 då de första World Master Orienteering Championship ägde rum i Murcia, Spanien. 2003 hölls tävlingarna i Halden i Norge, 2007 i Kuusamo, Finland och 2015 i Göteborg. WMOC 2018 arrangerades återigen i Norden då Köpenhamn stod som värdland för tävlingen 6-13 juli 2018.

## Källa
1. ↑  Mårten Lång (2019). ”"Orienteringen är väldigt värdefull"”. Skogssport (4):  sid. 40-42.
2. ↑  ”Inbjudan till Veteran SM i orientering 2018”. https://eventor.orientering.se/Documents/Event/40542/3/Inbjudan. Läst 5 juli 2018.
3. ↑  ”Veteran SM i orientering 2017”. Arkiverad från originalet den 20 juli 2018. https://web.archive.org/web/20180720195157/https://start.motala.se/veteran-sm-orientering-motala-22-24-september/. Läst 5 juli 2018.
4. ↑  ”World Master Orienteering Championships”. Arkiverad från originalet den 10 juni 2016. https://web.archive.org/web/20160610050041/http://orienteering.org/calendarresults/foot-orienteering/world-masters-orienteering-championships/. Läst 5 juli 2018.